# نفزه (استان باجه)
نفزه (به عربی: نفزة) یک منطقهٔ مسکونی در تونس است که در استان باجه واقع شده‌است. نفزه ۷٬۴۵۱ نفر جمعیت دارد.